# Prom

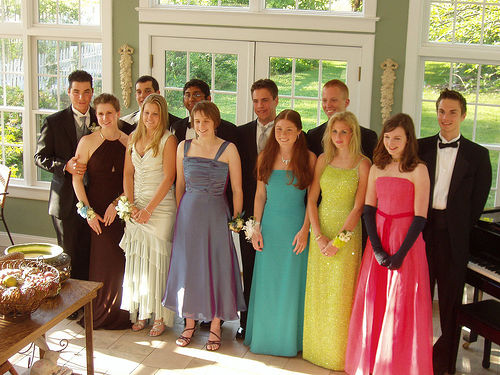
Gruppenfoto von Teilnehmern der Prom mit Abendkleidung

Mit Prom (entstanden aus engl. promenade) wird in den USA der Abschlussball am Ende eines Highschool-Jahres bezeichnet.

## Bedeutung
Der „senior prom“ entspricht dem Maturaball in Österreich und der Schweiz bzw. dem Abi-Ball in Deutschland, wobei der Ball in den USA einen gesellschaftlich höheren Stellenwert besitzt. Er wird von der Schulleitung veranstaltet und ist bei amerikanischen Schülern sehr beliebt. Viele amerikanische Schulen veranstalten alljährliche Tanzabende (School Dance) auch für jüngere Schüler, von der Middle-School-Stufe an. Auch dort wird formelle Kleidung getragen.

## Ablauf
Ein Prom-Ball wird in aller Regel unter ein Motto gestellt, an dem sich dann auch die Kleidungsvorschrift orientiert. Grundsätzlich ist ein eleganter Anzug Vorschrift. Ein Essen, meistens ein reichhaltiges Buffet, ist ebenfalls üblich.
Im Laufe der Veranstaltung werden eine Prom Queen (Ballkönigin) und ein Prom King (Ballkönig) und eventuell eine Prom Princess und ein Prom Prince unter den jüngeren Schülern gekürt, die durch die Schüler gewählt werden und diese an dem Abend repräsentieren. Viele Schulen verzichten inzwischen auf diese Praxis, da sie unter den Schülern keine Wettkämpfe um Popularität ermutigen wollen; andere knüpfen die Ernennung an eine Ausschreibung, bei der die Bewerber z. B. Spendenbeiträge für karitative Zwecke sammeln müssen.
In den USA ist es üblich, dass nur Elftklässler (Juniors) und die Abschlussjahrgänge (Seniors, 12. Klasse) teilnehmen dürfen, als Partner jedoch auch Sophomores (10. Klasse) und Freshmen (9. Klasse). Auch darf man Schüler anderer Highschools einladen. Größere Highschools veranstalten manchmal auch eigene Senior Proms und Junior Proms, an einigen Highschools ist die Prom nur für Seniors, die aber trotzdem Underclassmen als Date mitbringen dürfen. Vor allem in der Vergangenheit wurde oftmals starker sozialer Druck ausgeübt, damit nur Partner des anderen Geschlechts eingeladen werden. Homosexuelle Schüler sind dagegen in jüngerer Zeit wiederholt auf dem Klagewege angegangen.